# Xylaria magnoliae
Xylaria magnoliae är en svampart. Xylaria magnoliae ingår i släktet Xylaria och familjen kolkärnsvampar.

## Underarter
Arten delas in i följande underarter:
- microspora
- magnoliae